# 紐西蘭民事結合
紐西蘭民事結合於2005年4月26日生效。紐西蘭的公民結合法案在2004年12月9日於國會通過，容許同性戀者及同居人士注冊，並享有與合法夫婦等同的法律地位。本法案被形容為“把婚姻法內所有與結婚有關的字眼改為公民結合的複製品”。它的姐妹法案，法定关系涉及草案，是在法律里去除公民结合根婚姻的区别，但是在议会里遇到障碍并缓议直到2005年。

## 公民結合法案投票
公民結合法案以65票對55票獲得通過。这个法案被大多数党，包括左和右派大党，看为一个道德问题。以下表格显示详细票数。
| Party        | Voted yes | Voted no |
| 工党         | 45        | 6        |
| 国家党       | 3         | 24       |
| 新西兰优先党 | 1         | 12       |
| 行动党       | 5         | 4        |
| 綠党         | 9         | 0        |
| 团结未来党   | 0         | 8        |
| 进步党       | 2         | 0        |
| 毛利人党     | 0         | 1        |
| Totals       | 65        | 55       |

在草案建议阶段，有建议把它变成一个公文投票法案或用一个公民关系法案来取代公民结合来允许任何两个人注册任何个人关系而且获得共同财产权。

## 宗教界的反對
有報導指本法案在紐西蘭獲得普遍支持，但其實不少教會都在週會會刊中提及要為這條法案禱告，並監察對本法案投支持的議員，或建議在改選時不再支持有關議員。不少教會在本法案辯論期間於各大報章刊登廣告，呼籲市民公開反對本法案；而在法案通過當日，他們更呼籲信徒前往奧克蘭市中心靜坐抗議。其中公開反對議案的教會，有天主教及福音派的Destiny Church。對於宗教界的普遍反對，有人在報章的讀者來函中指“他們想把紐西蘭變成塔利班”。

## 參閲
- 紐西蘭同性婚姻

## 外部連結
- 紐西蘭司法部有關公民結合法案及關係地位草案（英語） （页面存档备份，存于）
- 支持公民結合的網站（英語） （页面存档备份，存于）
- The New Zealand Herald: The Civil Unions Bill has been passed by Parliament （页面存档备份，存于）